# Dömötör Adrienne
Dömötör Adrienne (Szigetvár, 1958. szeptember 13.) nyelvész, színikritikus, a Magyar Tudományos Akadémia Nyelvtudományi Intézetének tudományos főmunkatársa. Nyelvtörténeti témájú projektekben dolgozik, illetve ilyeneket vezet. Vizsgálatának tárgya elsősorban az ómagyar és a középmagyar korszak nyelvállapota, nyelvi változásai, valamint a korai évszázadok nyelvemlékei. Publikációi önálló kötetekben, könyvek fejezeteiként és tudományos folyóiratokban, tanulmánygyűjteményekben jelennek meg. 1989 óta színházi témákkal is foglalkozik. Főként színikritikákat ír és színházszakmai interjúkat készít különböző nyomtatott és online kulturális lapok számára, de publikált színházi tárgyú önálló köteteket is.

## Életpályája
A szegedi József Attila Tudományegyetemen szerzett magyar–orosz szakos diplomát 1982-ben. Egyetemi évei alatt nyelvészeti kutatómunkára szakosodott: nyelvtörténeti speciális képzésen vett részt, és több dolgozatával is első helyezést ért el az Országos Tudományos Diákköri Konferenciákon. 
Diplomája kézhez vétele után a szegedi egyetem Magyar Nyelvészeti Tanszékének óraadó tanára lett, ezzel párhuzamosan egy budapesti általános iskolában tanított. 1983-ban elnyerte az MTA Tudományos Minősítő Bizottságának hároméves doktori ösztöndíját, ami lehetőséget adott arra, hogy bekapcsolódjon az MTA Nyelvtudományi Intézetének Nyelvtörténeti és Dialektológiai Osztályán folyó munkálatokba, és doktori disszertációját is megírja. A következő két évben ugyanitt folytatott nyelvtörténeti kutatásokat, majd két évig a szegedi egyetem Magyar Nyelvészeti Tanszékének adjunktusa volt. 
1989-ben a budapesti Országos Közművelődési Központ egyéves képzésén színikritikusi képesítést szerzett, és egy évre az Országos Színháztörténeti Múzeum és Intézet kiadványszerkesztőjeként helyezkedett el. 1990 és 1997 között szellemi szabadfoglalkozásúként különböző kulturális lapoknak dolgozott: ekkor kezdett színikritikákat, színházszakmai interjúkat publikálni. (Könyvrecenziókat már korábban is írt.) Emellett nyelviskolákban magyar nyelvet tanított külföldieknek, és egy tanévre a Pázmány Péter Katolikus Egyetem Magyar Nyelvi Intézetéhez szerződött óraadó tanárnak. 
1996-ban az Eötvös Loránd Tudományegyetemen PhD. fokozatot szerzett nyelvtörténetből. Ezt követően elnyert egy hároméves OTKA Posztdoktori Ösztöndíjat, és ez megteremtette a lehetőséget, hogy visszatérjen az MTA Nyelvtudományi Intézetébe, ahol 2000-től tudományos főmunkatársként dolgozik. Az utóbbi években a Magyar Nyelvtörténeti Kutatócsoportot vezeti, amellyel 2010-ben és 2015-ben elnyert egy-egy négyéves NKFIH/OTKA-projektumot. Munkájáért 2018-ban akadémiai Főtitkári Kutatói Elismerésben részesült. 

### Munkássága
Fő kutatási területei elsősorban a magyar nyelv bizonyos történeti mondattani kérdéseit, nyelvi változásait érintik, de foglalkozik nyelvemlékkutatással és -kiadással, valamint egyéb témákkal is. Vezetése alatt épült meg a Történeti magánéleti korpusz elnevezésű adatbázis, amely 15. és 18. század közötti magánleveleket és periratokat tartalmaz morfológiailag elemzett és sokféle keresési lehetőséget kínáló formában. 
Színházi írásai a következő orgánumokban és online felületeken jelentek vagy jelennek meg rendszeresen: Beszélő, Criticai Lapok, Film–Színház–Muzsika–Televízió, Iskolakultúra, Kritika, Magyar Napló, Színház, Zsöllye, art7.hu, szinhaz.net stb. Alkalmi jelleggel további jó néhány folyóiratban és felületen is publikál. Az írások többségükben elérhetők az orgánumok online archívumában. Több lexikon tartalmaz általa írt színházi szócikkeket.

## Művei

### Színházi tárgyú könyvei
- Van egy hely, a színpad… Beszélgetések a színészmesterségről Corvina, Budapest, 2009.
- „A művészet antisors” – irodalmi mozaik Latinovits Zoltánról Tinta, Budapest, 2005.

### Nyelvemlékkutatással kapcsolatos könyvek, szövegkiadások
- Három körösztyén leány – az első magyar nyelvű dráma Balassi, Budapest, 2018.
- „Könyörüljön tenagyságtok rajtunk!” Ötven irat a XVI. századi jobbágylevelezésből (Varga Mónikával). Magyar Nyelvtudományi Társaság – Magyar Nemzeti Levéltár, Budapest, 2018.
- „Halandó, ezeket megmondjad!” Magyar nyelvű imádságok a XV–XVI. századból (Haader Leával). Tinta, Budapest, 2012.
- Régi magyar nyelvemlékek. Akadémiai, Budapest. 2006.
- Gyöngyösi kódex MTA Nyelvtudományi Intézet, Budapest. 2001.
- Szent Margit élete. (A szövegátírást készítette, Pólya Katalinnal.) Budapest, 1990.

### Fontosabb nyelvészeti könyvfejezetek
- A nyelvújítás. In: Kiefer Ferenc (főszerk.): Magyar nyelv. Akadémiai, Budapest, 2006. 385–400.
- A jelzői mellékmondatok [a kései ómagyar kor]. In: Benkő Loránd (főszerk.): A magyar nyelv történeti nyelvtana II/2. Akadémiai, Budapest, 1995. 666–694.
- A jelzői mellékmondatok [a korai ómagyar kor és előzményei]. In: Benkő Loránd (főszerk.): A magyar nyelv történeti nyelvtana I. Akadémiai, Budapest, 1991. 742–745.

### Fontosabb nyelvészeti tanulmányok 2000 után
- Creation of an annotated corpus of Old and Middle Hungarian court records and private correspondence. Language Resources and Evaluation, 2018. 1–28. (Szerzőtársak: Katalin Gugán, Attila Novák, Mónika Varga.)
- Van itt egy kis szabad hely? Vallási kötődésű nyelvemlékek (nem csak) a margón. In: Boros István – Takács László (szerk.): Litteris vincimur. Szent István Társulat, Budapest. 2018. 89–110.
- Hagyomány és újítás a „Két könyv…” és a „Vizsolyi biblia” nyelvében: vonatkozó névmási váltakozás. In: É. Kiss Katalin – Hegedűs Attila – Pintér Lilla (szerk.): Nyelvelmélet és dialektológia 4: A Károlyi-biblia nyelve. PPKE BTK Budapest. – Piliscsaba 2018. 37–56.

- „Oly napot végezni, ki bizonyos legyen” – a vonatkozó névmás(i kötőszó) a középmagyar kor élőnyelvében. In: Forgács Tamás – Németh Miklós – Sinkovics Balázs (szerk.): A nyelvtörténeti kutatások újabb eredményei IX. Szegedi Tudományegyetem, Szeged, 2017. 39–53.
- Kiútkeresés a morfológiai labirintusból – korpuszépítés ó- és középmagyar kori magánéleti szövegekből. Nyelvtudományi Közlemények 113 (2017): 85–110. (Gugán Katalinnal, Novák Attilával, Varga Mónikával.)
- „Ugyan az” és „ugyanaz” – az azonosító „ugyan” története. In: Forgács Tamás – Németh Miklós – Sinkovics Balázs (szerk.): A nyelvtörténeti kutatások újabb eredményei VIII. SzTE, Szeged, 2015. 27–43.
- A „mondván” és az „úgymond”: diskurzusjelölő elemek keletkezése idéző szerkezetekből. Magyar Nyelv 111 (2015): 21–37.
- A kihalt kötőszók történetének egyik fejezete: a „hogyki” típus létrejötte és használata. Magyar Nyelvőr 138 (2014): 40–52.
- A nyelvtörténeti adat: elvek, gyakorlat, lehetőségek. Magyar Nyelv 108 (2012): 39–51.
- Egyes és többes számot váltakoztató jelzős szerkezetek a kései ómagyarban, a középmagyarban és az újmagyar kor első felében. Magyar Nyelv 107 (2011): 160–175.
- „Idézőjelben mondom.” In: Keszler Borbála – Tátrai Szilárd (szerk.): Diskurzus a grammatikában, grammatika a diskurzusban. Tinta, Budapest. 2009. 312–321.
- A hogy úgy mondjam diskurzusjelölő. Magyar Nyelv 104 (2008): 427–442.
- A középmagyar kori minőségjelzői mellékmondatok (állomány- és változásvizsgálat). In: Haader Lea – Horváth László (szerk.): Tanulmányok a középmagyar kor mondattana köréből. Tinta, Budapest. 2008. 23–39.
- A főnévi névmási kijelölő jelző a középmagyar korban. In: Büky László – Forgács Tamás – Sinkovics Balázs (szerk.): A nyelvtörténeti kutatások újabb eredményei V. SzTE, Szeged, 2008. 17–25.
- Az „úgy mond”-tól az „úgymond”-ig. Egy diskurzusjelölő elem története az ómagyar kortól napjainkig. Magyar Nyelvőr 132 (2008): 37–52.
- Az áljelzői mellékmondatok a középmagyar korban. In: Büky László – Forgács Tamás (szerk.): A nyelvtörténeti kutatások újabb eredményei IV. SzTE, Szeged, 2006. 37–45.
- Structural Synonymy and Formal Variants: Relative Clauses and their Parallels in Six Early Hungarian Translations of the Bible. Acta Linguistica Hungarica, Vol 50 (3–4), 2003 341–369.
- Tendencies in the Development of Main Clauses of Reported Speech. Acta Linguistica Hungarica, Vol 48 (4), 2001 337–369.

## Díjai
- Akadémiai Főtitkári Kutatói Elismerés 2018[2]